# Die Erschießung der Aufständischen
Die Erschießung der Aufständischen (spanisch El 3 de mayo en Madrid: Los fusilamientos de patriotas madrileños ‚Der 3. Mai in Madrid: Die Erschießung der madrilenischen Patrioten‘; auch El tres de mayo de 1808 en Madrid) ist ein Gemälde des spanischen Malers Francisco de Goya. Das 3,45 × 2,66 Meter große Gemälde entstand 1814 und hängt heute im Prado in Madrid.

## Hintergrund

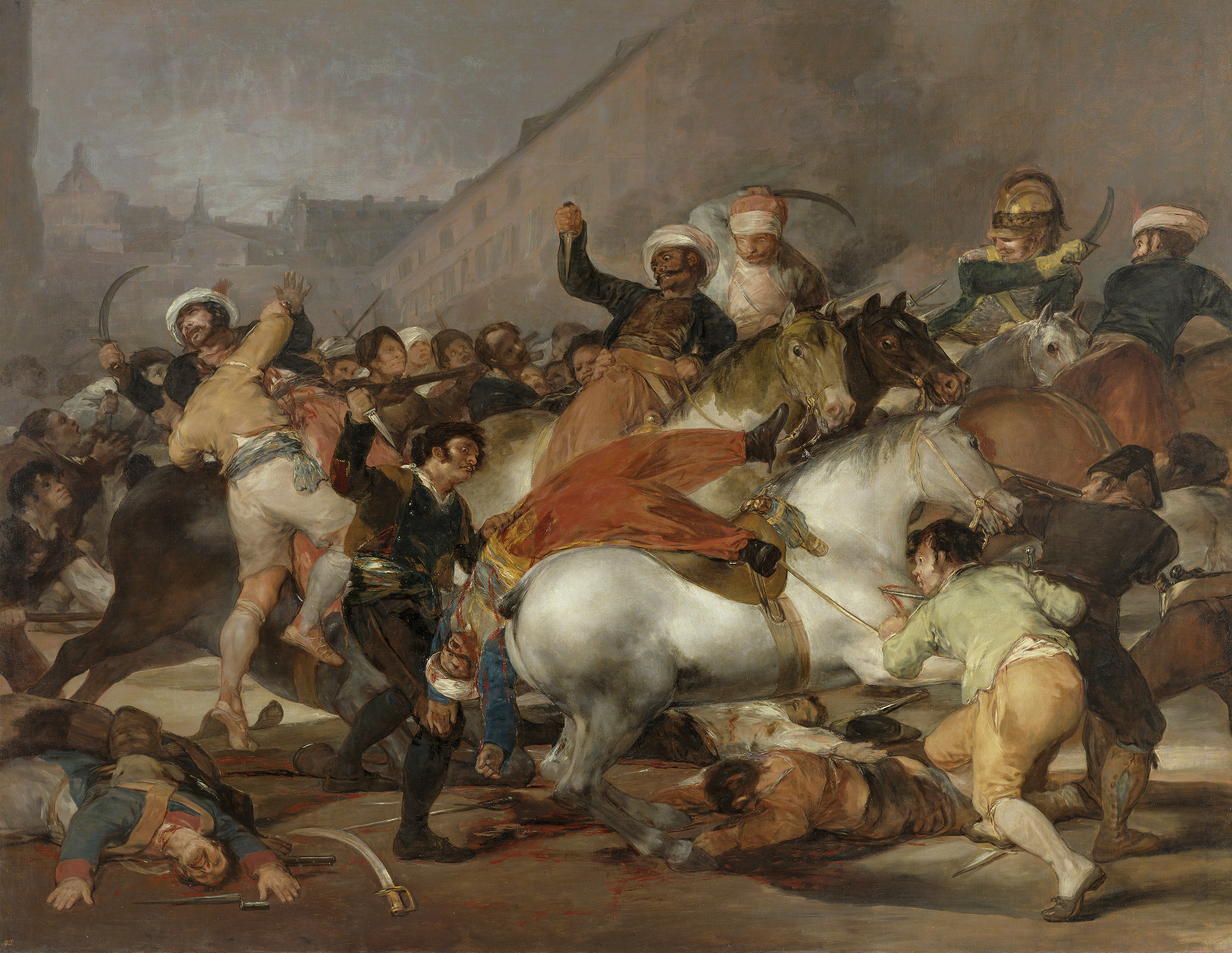
Vorgeschichte: El dos de Mayo. Der Beginn des Aufstandes am 2. Mai

Der auf dem Bild festgehaltene Vorfall ereignete sich im Jahr 1808 auf einem Hinterhof einer Kathedrale. Napoleon I. hatte Spanien unterworfen, das Königshaus in Madrid musste bereits seine Befehle entgegennehmen und ausführen. Am 2. Mai 1808 versuchten Teile der spanischen Bevölkerung, die von Frankreich angeordnete Abreise von Francisco de Paula, Bruder von König Fernando VII., mit Gewalt zu verhindern. Die Situation eskalierte, es kam zu einem ungleichen, harten Kampf mit den französischen Truppen. Der Oberkommandierende der französischen Truppen Joachim Murat erklärte in seinem Tagesbefehl:

„Der irregeführte Pöbel von Madrid hat sich hinreißen lassen zu Revolte und Mord. Französisches Blut ist geflossen. Es verlangt Rache.“

Jeder Spanier, der mit einer Langwaffe angetroffen wurde, wurde sofort getötet. Es waren annähernd 400 Opfer. 45 Aufständische wurden in der Nacht vom 2. auf den 3. Mai auf dem Hügel von Príncipe Pío zusammengetrieben und erschossen. Diese Episode griff Goya in seinem Bild auf.

## Das Gemälde
Erzählungen, der 62-jährige Goya habe aus der Entfernung die Exekution mitverfolgt und sei später mit einer Laterne zum Hinrichtungsplatz gelaufen, um die düstere Szenerie auf seinem Skizzenblock festzuhalten, dürften dem Bereich der Legende zuzuordnen sein; Goya wohnte 1808 noch nicht in der Nähe von Príncipe Pío, sein Bild ist überdies erst sechs Jahre später entstanden und keine spontane Reaktion auf den Gräuel.
Das Geschehen auf dem Hügel von Príncipe Pío präsentiert Goya in stark kontrastierender Form, die auch das Ungleichgewicht der Kräfte in der realen Situation spiegelt: Auf der einen Seite die acht Infanteristen der französischen Armee, sie sind dem Betrachter seitlich abgewandt und bilden mit angelegtem Gewehr, Soldatenmantel und hohen Filztschako auf dem Kopf eine regelrechte Mauer, auf der anderen Seite die Opfer, ein bunter, verzweifelter Haufen, der hilflos seiner Erschießung harrt. Aus der Gruppe herausragt der Aufständische mit dem hellen Hemd. Die Assoziation zu Jesus Christus am Kreuz ist gewollt, seine Handinnenflächen tragen Wundmale (bei der rechten Hand gut auszumachen). Hier werden Märtyrer ermordet. Dieses Thema verarbeitete Goya auch in seinen gesellschaftskritischen Grafiken Die Schrecken des Krieges.

## Rezeption des Gemäldes
Der von Goya gefundene Bildaufbau, insbesondere die Nähe zwischen Tätern und Opfern, wurde in der Malerei mehrmals wieder aufgenommen. Édouard Manet verwendet ihn für seine Gemäldeserie Die Erschießung Kaiser Maximilians von Mexiko (1867–1868). Im Jahre 1927 nimmt Otto Dix in seinem Gemälde Straßenkampf (seit 1945 verschollen) die Komposition wieder auf. Bei Dix schießt eine Gruppe von Soldaten mit Stahlhelm auf eine wütende Menschenmenge. Auch Pablo Picasso verwendet in seinem Bild Massaker in Korea aus dem Jahr 1951 die Bildkonstruktion von Goya. Ebenso zitiert Yue Minjun mit seinem Ölgemälde Die Erschießung aus dem Jahr 1995 das Bild. Auch der Künstler Badiucao schuf mit Neonlampen ein Neuinterpretation des Werkes.
1994 stellte das Museum für Moderne Kunst München in Zusammenarbeit mit dem Neues Museum Weserburg Bremen – heute Weserburg Museum für moderne Kunst – eine Fälschung zu Goyas berühmten Bild aus. Peter Friese eröffnete die Ausstellung und sprach über die Skizze im Kontext des Kunstbetriebs. Dies war die erste Kooperation des imaginären Museums mit einem realen Museum. Die Kuratoren waren Thomas Deecke, Peter Friese und Hans-Peter Porzner.